# Bucynthia ochrescens
Bucynthia ochrescens là một loài bọ cánh cứng trong họ Cerambycidae.